# Jean-Baptiste Germain (peintre)
Pour l’article homonyme, voir Jean-Baptiste Germain.
 (novembre 2015).
Si vous disposez d'ouvrages ou d'articles de référence ou si vous connaissez des sites web de qualité traitant du thème abordé ici, merci de compléter l'article en donnant les références utiles à sa vérifiabilité et en les liant à la section « Notes et références ».
Jean-Baptiste-Louis Germain, né le 25 août 1782 à Reims et mort dans la même ville le 9 janvier 1842, est un peintre français.

## Biographie

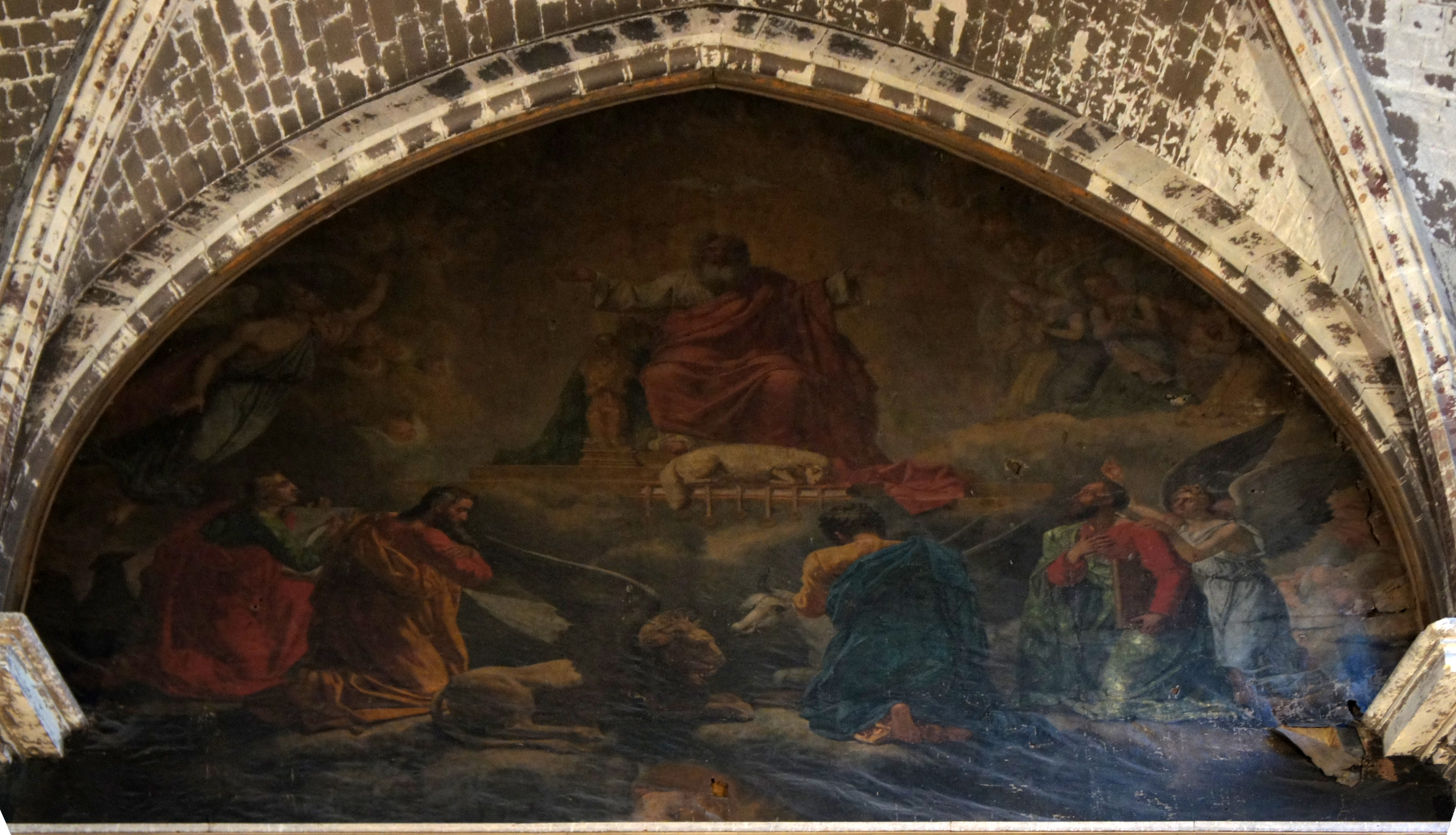
4 évangélistes au chevet de st-Maurice de Reims.

Son père, huissier l'avait confié aux leçons de Bonnette et de Peguchet, professeurs en la ville de Reims, il suivit ensuite les cours de M. Clermont ancien enseignant en l'école de dessin de Reims qui avait un cours au couvent des Augustins. Il laissait en 1803 un st-Martin partageant son manteau  pour l'église st-Remi.
Il allait ensuite à Paris prendre des leçons chez Jean-Baptiste Regnault. Il revenait à Reims et y livrait pour la cathédrale un Christ en 1813, il réalisait ensuite Marius sur les ruines de Carthage qui fut refusé au salon de 1817. Un Madeleine repentante en 1819 et un portrait de Monsieur comte d'Artois pour le musée de Reims; une entrée de Charles VII et de Jeanne d'Arc à Reims en 1429 pour le salon de 1824. Une Annonciation pour le couvent des Carmélites de Reims en 1822. Puis, pour l'Église Saint-Maurice de Reims, entre 1823 et 24 un saint-Maurice, un Saint-Dominique au rosaire
et Quatre évangélistes prosternés devant l'éternel. Il faisait en 1835 pour la même église un couronnement de la Vierge et une Assomption.

## Œuvres de Jean-Baptiste Germain

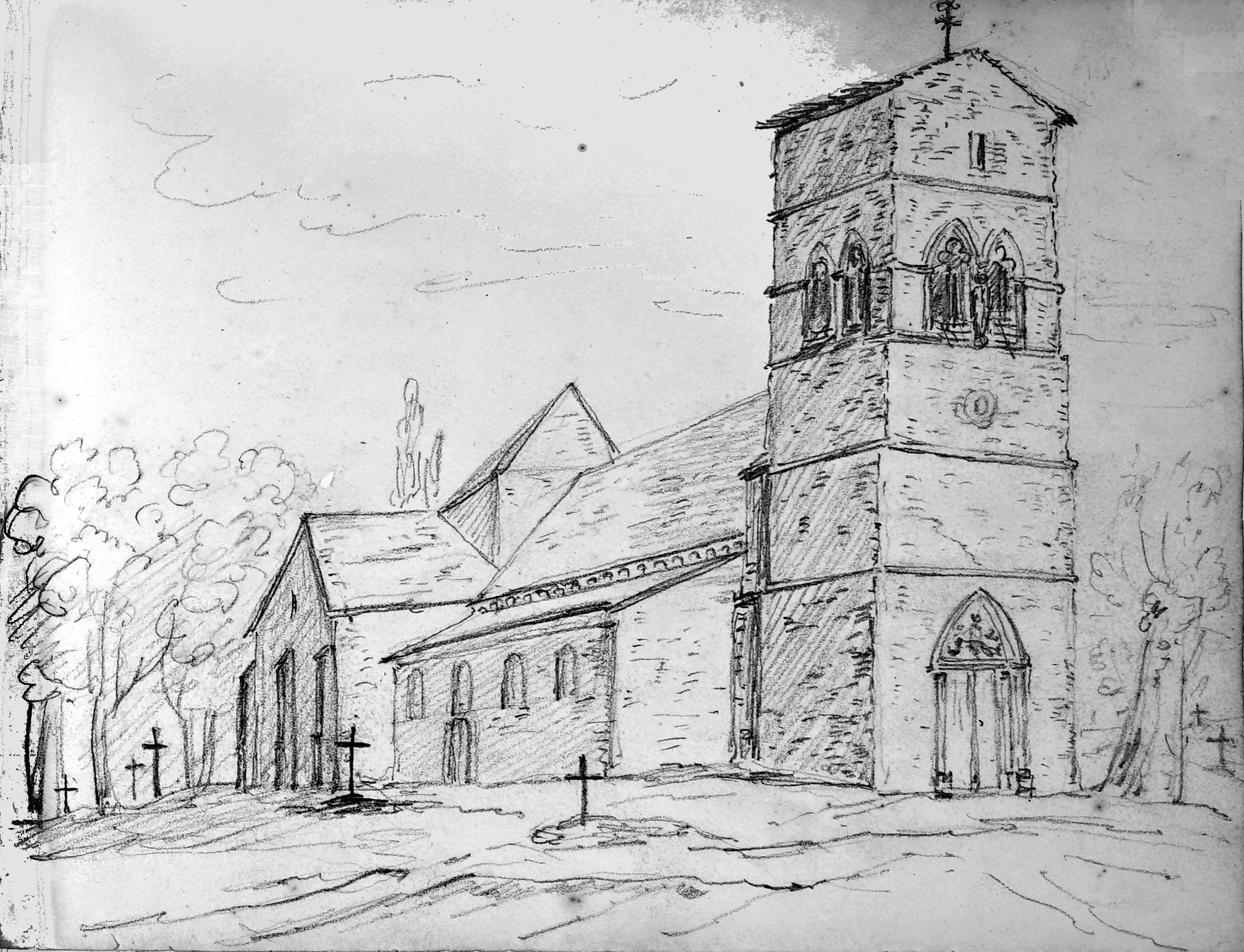
Issu d'un carnet de dessins attribués à l'artiste.
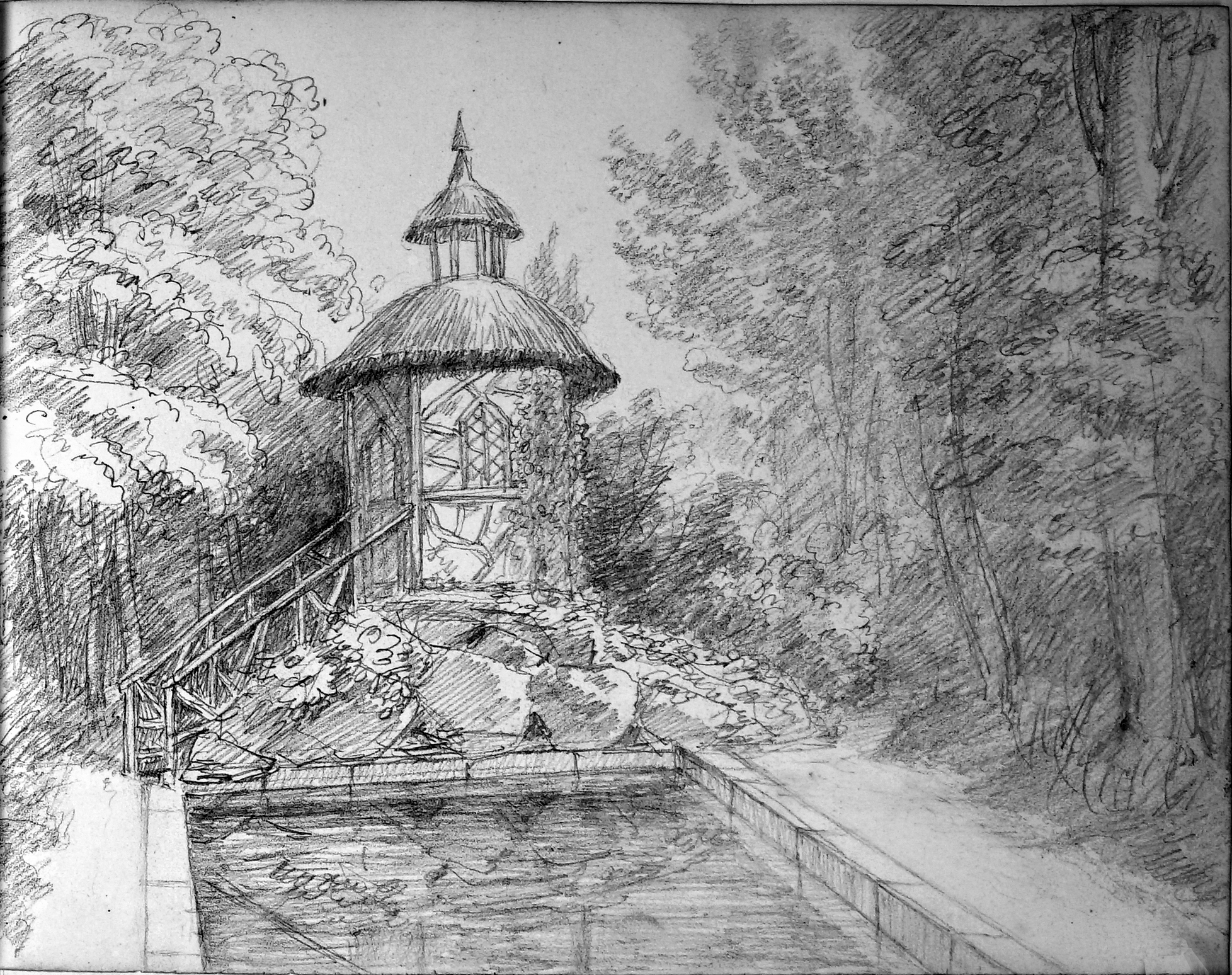
Issu d'un carnet de dessins attribués à l'artiste.
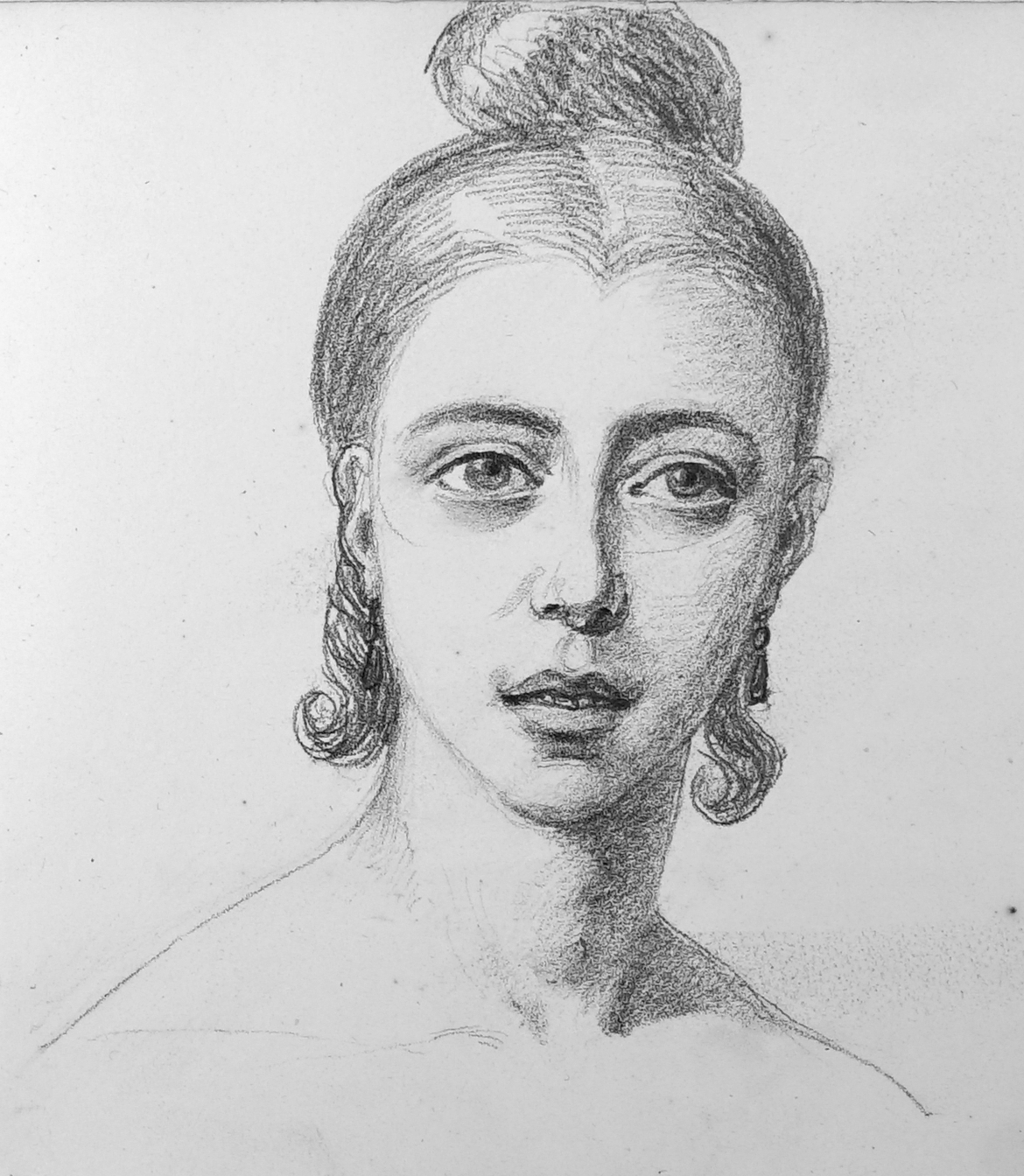
Issu d'un carnet de dessins attribués à l'artiste.
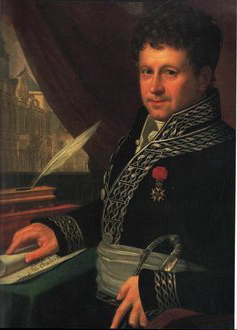
Portrait du maire Irénée Ruinart de Brimont.
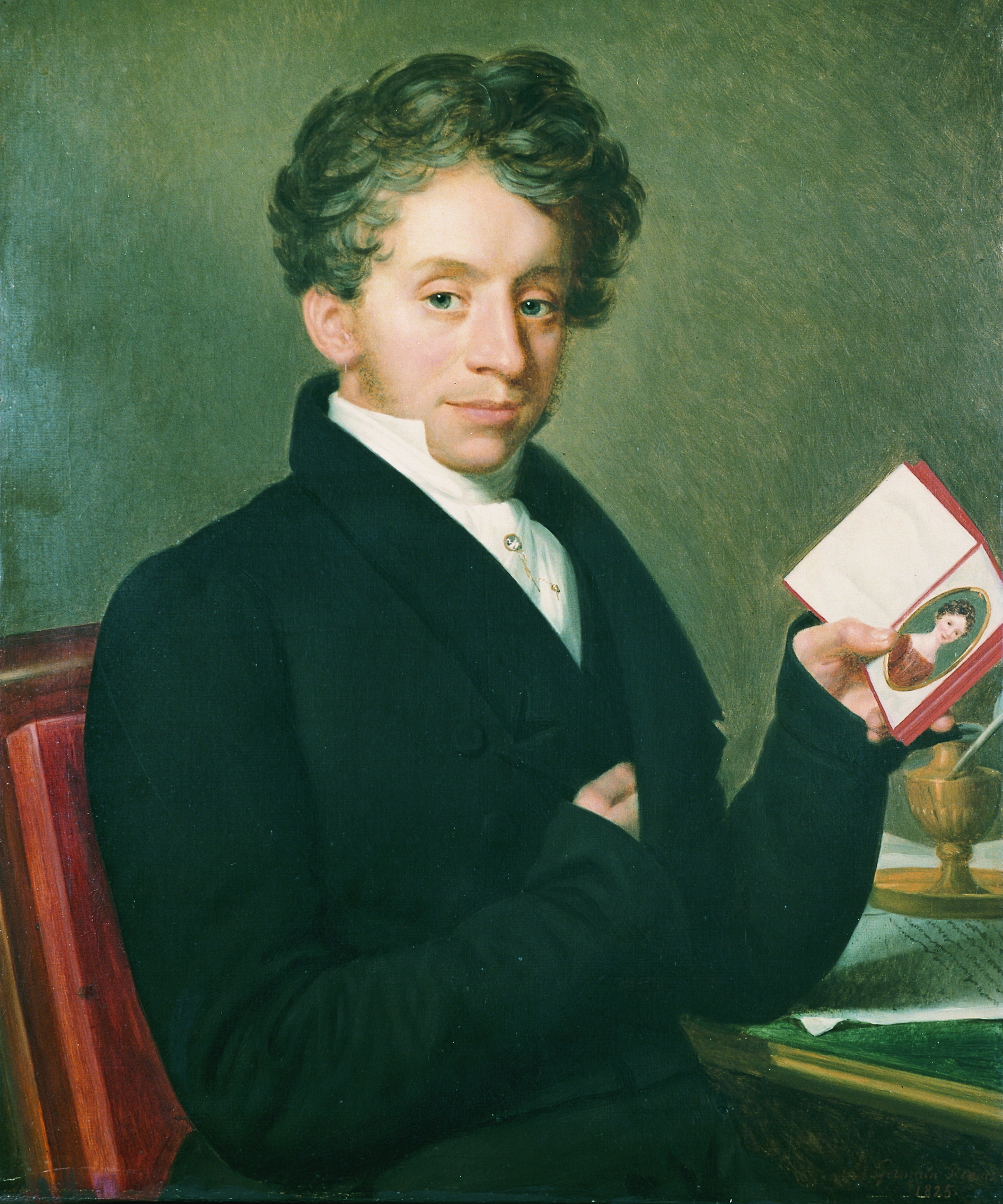
Portrait de Georg Christian Kessler (1825)

Parmi les portraits il faut citer celui de Mgr de Latil, de Rouville, Mme Ruinart de Brimont, M. Castel ou de Georg Christian Kessler (de) en 1825. 
Il a écrit des articles pour le Journal des Artistes.